# بادي تورنر (سياسي)
بادي تورنر (بالإنجليزية: Buddy Turner)‏ هو سياسي أمريكي، ولد في 15 أغسطس 1923 في ثورنتون في الولايات المتحدة، وتوفي في 6 أغسطس 1998 في هت سبرينغز في الولايات المتحدة. حزبياً، نشط في الحزب الديمقراطي. وقد انتخب عضو مجلس نواب أركنساس.